# Steagul orașului Marsilia

Proporția steagului este 2:3

Steagul orașului Marsiliei este format dintr-un dreptunghi alb cu o cruce albastru deschis. Are o proporție obișnuită de 2:3. Este un drapel de uz civil, deoarece doar drapelul național francez este arborat în primărie și în incintele sale. Pe bărci este arborat pe un catarg secundar care este destinat ca pavilion naval.
Steagul medieval al orașului era realizat dintr-un steag alb cu o cruce albastră. Avea particularitatea de a fi mai vechi decât stema. Crucea a fost adoptată ca simbol al cruciadelor, întrucât în acea perioadă (secolele al XI-lea - al XIII-lea), în porturile de îmbarcare a căror destinație era Țara Sfântă, steagurile ce conțineau cruci au fost arborate ca semn caracteristic porturilor sigure.
Prima referință documentată a culorilor Marsiliei este datată în 1254. Este vorba despre statutele orașului care au prescris utilizarea acesteia: „de vexillo cum cruce communis Massilie portando in navibus et de alio vexillo“. În 1257, în acordul semnat de oraș cu Carol de Anjou, conte de Provența, se preciza că „pe uscat și pe mare, în navele, galerele și alte facilități ale acestora, se va continua să se arate steagul municipalității lor în modul obișnuit și numai stindardul domnului conte va fi ridicat în cel mai onorabil loc“.

## Refereințe
1. 1 2 3  „Drapeaux, armoiries et emblèmes de la ville de Marseille” (în french). Arhivat din original la 14 iulie 2014. Accesat în 11 octombrie 2018.
2. ↑  „Drapeau, armoiries, logo, identité de Marseille”. Armoiries de Marseille (în french). Accesat în 11 octombrie 2018.